# Татаренко Володимир Миколайович
Володи́мир Микола́йович Тата́ренко (* 21 травня 1939, Сибір) — український вчений та винахідник. Кандидат технічних наук. Лауреат Державної премії Української РСР в галузі науки і техніки, Лауреат премії Ради Міністрів СРСР в області науки і техніки, Винахідник СРСР, володар золотих медалей виставки досягнень народного господарства СРСР і виставки досягнень народного господарства УРСР, чотирьох дипломів пошани Виставки досягнень народного господарства УРСР, почесний авіабудівник України.

## Біографія
Народився 21 травня 1939 року в Сибіру, під Красноярськом. Закінчив Іркутський державний технічний університет, факультет літакобудування.
Захистив кандидатську дисертацію в Київському політехнічному інституті.
Після закінчення навчання деякий час працював в Іркутську. Трудову діяльність продовжив на Київському авіаційному заводі, на посаді начальника механоскладального цеху. Згодом провідним інженером Науково-дослідного інституту авіаційних технологій.
Розробив та запатентував спосіб порятунку пасажирів з кабіни падаючого літака за допомогою викиду спеціальної капсули. За задумом Татаренка, капсула з пасажирами кріпиться до фюзеляжу самороздільними елементами. У випадку аварії капсула відділяється від літака і м'яко приземляється за рахунок парашутних систем. Подібну ідею пропонував ще в 1923 році російський винахідник Гліб Котельников. Однак у більшості схожих рішень капсула з пасажирами руйнує фюзеляж і робить подальше використання літака неможливим. Система Татаренка дозволяє уникнути цієї проблеми. Татаренко отримав патент на цю систему у 2012 році.

## Автор праць
- Татаренко В. Н. Літак із пристроєм для колективного спасіння пасажирів і (або) вантажів при аварійній ситуації.[1]

## Автор винаходів
- Автор близько 100 патентів і декількох книг, що стосуються літакобудування

## Нагороди та відзнаки
- Лауреат Державної премії Української РСР в галузі науки і техніки за участь у створенні Ан-225 «Мрія»
- Лауреат премії Ради Міністрів СРСР в галузі науки і техніки